# Corynephorus canescens
Espèce
Synonymes
- Aira breviculmis Loisel.[1]
- Aira canescens L.[1] [2]
- Aira triflora Willd. ex Steud.[1]
- Aira variegata St.-Amans[1]
- Avena canescens Weber[1]
- Corynephorus canescens subsp. maritimus (Gren. & Godr.) Rivas Mart.[1]
- Corynephorus incanescens Bubani[1]
- Weingaertneria canescens (L.) Bernh.[1]

Le corynéphore argenté (Corynephorus canescens) est une espèce de plantes herbacées vivaces de la famille des Poaceae, sous-famille des Pooideae. Elle est native d'Europe, du Moyen-Orient et d'Afrique du Nord, mais est aussi répandue en Amérique du Nord. Elle se développe surtout dans des terrains sablonneux. 

## Liste des variétés et sous-espèces
Selon The Plant List (2 juin 2017) :
- variété Corynephorus canescens var. viridis (Asch. & Graebn.) Soó

Selon Tropicos (2 juin 2017) (Attention liste brute contenant possiblement des synonymes) :
- sous-espèce Corynephorus canescens subsp. maritimus (Gren. & Godr.) Rivas Mart.
- variété Corynephorus canescens var. maritimus Gren. & Godr.
- variété Corynephorus canescens var. viridis (Asch. & Graebn.) Soó

## Description

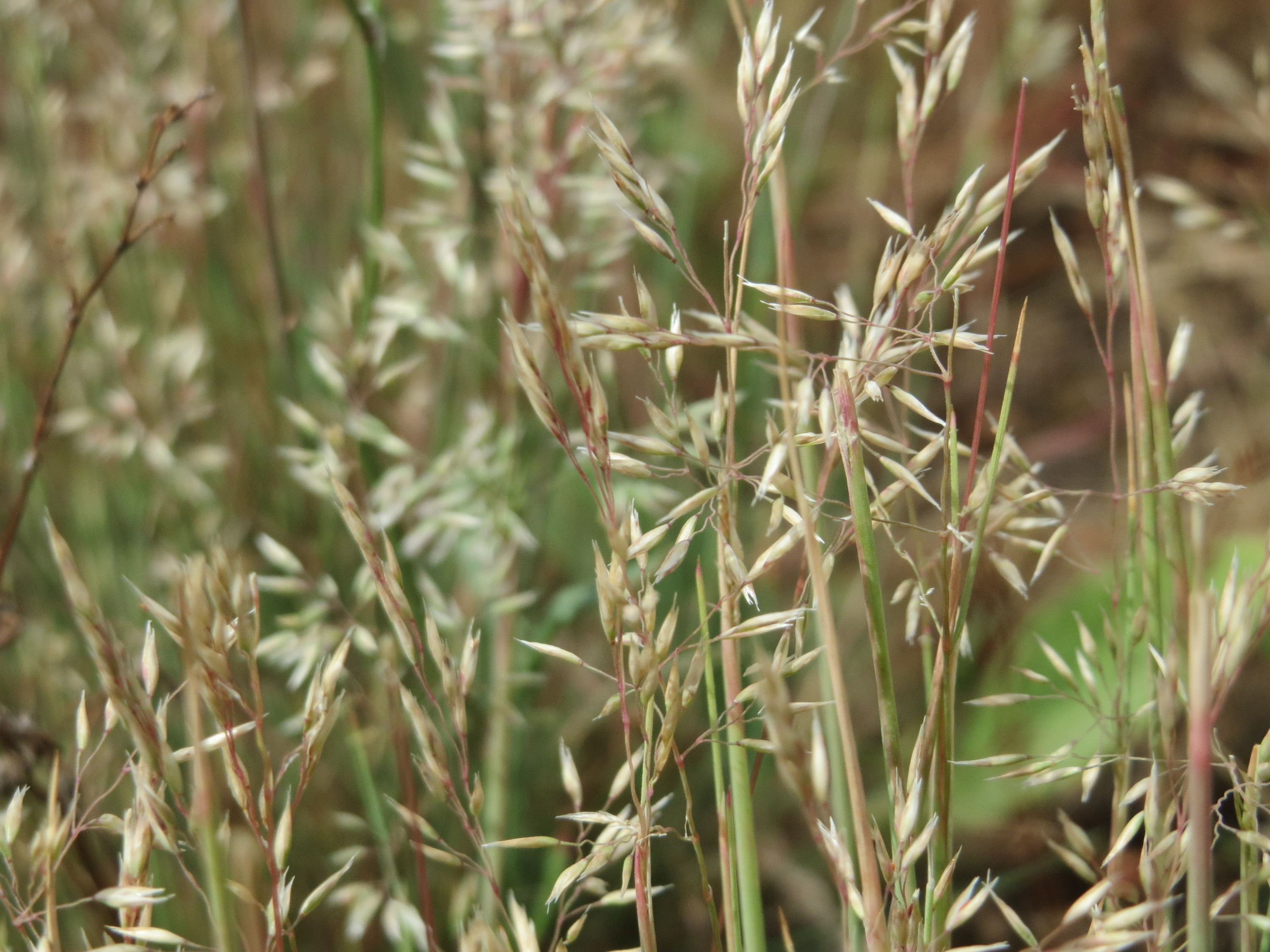
Inflorescence.

Corynephorus canescens est une plante herbacée vivace, densément cespiteuses aux tiges (chaumes) dressées ou géniculées ascendantes,  de 20 à 45 cm de long, glabres, aux nœuds violacés. Les feuilles présentent une ligule de 4 à 6 mm de long et un limbe filiforme, gris-vert, de 2 à 6 cm de long sur 0,2 à 0,5 mm de large, nettement enroulé, raide et scabre. 
L'inflorescence est une panicule lancéolée ou oblongue, de 2 à 8 cm de long sur 0,5 à 1,5 cm de large, aux ramifications dressés et scabres.
Les épillets, oblongs, comprimés latéralement et longs de 3,3 à 5 mm, sont sous-tendus par des glumes de même longueur, aigües, à la carène légèrement scabre. 
Les épillets fertiles comprennent deux fleurons fertiles, avec une extension du rachillet nue.
La lemme d'environ 1,8 mm de long est elliptique, entière ou légèrement dentée à l'apex ; elle présente une arête dorsale d'environ 2 mm de long, avec une soie graduellement élargie en forme de masse dans sa moitié distale. Le callus du fleuron de 0,15-0,2 mm, étroitement elliptique, est pubescent, avec des poils qui atteignent 1/6 à 1/4 de la longueur de la lemme. 
Les anthères, au nombre de trois, font de 1 à 1,6 mm de long. L'ovaire est glabre.  
Le fruit est un caryopse de 1 mm de long sur 0,4 mm de large, au hile punctiforme. 
L'espèce est diploïde avec un nombre de chromosomes égal à 2n = 14.
La plante fleurit d'avril à août sur le littoral méditerranéen et de juin à août en Andalousie.

## Distribution et habitat
L'aire de répartition originelle de Corynephorus canescens comprend la plupart des plaines de l'Europe centrale et occidentale, depuis l'Ukraine et la Biélorussie à l'est jusqu'à tous les pays riverains de la rive sud de la mer Baltique et de la mer du Nord, ainsi que de l'Océan Atlantique jusqu'au Portugal vers le Sud. Les chaînes de montagnes des Carpathes et des Alpes limitent son expansion vers le sud. Elle atteint toutefois les rives de la Méditerranée dans le sud de la France. Des populations dispersées existent néanmoins en Scandinavie, en Roumanie, en Grande-Bretagne, dans le nord de l'Italie et dans le nord du Maroc.
L'espèce est également donnée comme indigène en Colombie-Britannique (Canada) et a été introduite dans l'est des États-Unis.
Corynephorus canescens préfère les sols sablonneux, ouverts ou perturbés, et supporte une vaste gamme de pH. 